# Simulium tarbagataicum
Simulium tarbagataicum är en tvåvingeart som först beskrevs av Rubtsov 1967.  Simulium tarbagataicum ingår i släktet Simulium och familjen knott. Inga underarter finns listade i Catalogue of Life.